# 三輪秀彦
三輪 秀彦（みわ ひでひこ、1930年2月10日 - 2018年12月15日）は、日本のフランス文学者・翻訳家。元明治大学教授。

## 生涯
愛知県名古屋市生まれ。1953年東京大学文学部仏文科卒。國學院大學講師などを経て、1966年に明治大学講師となり、1973年以降助教授、のち教授を2001年まで務めた。
モーリス・ブランショ『死の宣告』、ナタリー・サロート『見知らぬ男の肖像』、マルグリット・デュラス『ジブラルタルの水夫』といった前衛フランス文学のほか、ジョルジュ・シムノン、ジュール・ヴェルヌ、ジェラール・ド・ヴィリエなどの娯楽小説も多く訳した。1963年『内面の都市』で文藝賞佳作となったこともある。日本近代文学などの文芸批評もある。
2018年12月15日に肺炎のため死去。88歳没。

## 著書
- 『猫との共存』（早川書房） 1972
- 『夢の中間に』（集英社） 1973
- 『19ひきの猫と暮らすには』(ハヤカワ文庫) 1984
- 『夢と変容 二十世紀小説の軌跡』（一寸社） 1985

## 翻訳
- 『小説と映画 アメリカ小説時代』（C・E・マニイ、中村真一郎共訳、大日本雄弁会講談社） 1958、のち単独訳『アメリカ小説時代』（竹内書店、フィルムアート社）
- 『影の顔』（ボアロー&ナルスジャック、早川書房） 1958、のちハヤカワ文庫
- 『水晶の栓』（モーリス・ルブラン、早川書房） 1959
- 『リヴィングストン発見記』（H・M・スタンレー、村上光彦共訳、筑摩書房、世界ノンフィクション全集6） 1960
- 『見知らぬ男の肖像』（ナタリー・サロート、河出書房新社） 1960
- 『モンタージュ写真』（ミッシェル・ルブラン、創元推理文庫） 1963
- 『117号スパイ学校へ行く』（ジャン・ブリュース、早川書房） 1964
- 『美しい夏・女ともだち』（チェーザレ・パヴェーゼ、菅野昭正共訳、白水社） 1964
- 『魚雷をつぶせ』（ジョルジュ・ランジュラン、早川書房） 1965
- 『丘の上の家』（パヴェーゼ、集英社、世界文学全集） 1966
- 『死体をどうぞ』（シャルル・エクスブライヤ、早川書房） 1966、のちハヤカワ文庫
- 『自動ピアノ』（アンリー・フランソワ、早川書房） 1966
- 『悲しき愛』（ベルナール・パンゴー、白水社） 1966
- 『大いなる失墜 甦る悲劇の人ペタン元帥』（ジュール・ロワ、早川書房） 1967
- 『モロイ / 追放された者』（サミュエル・ベケット、集英社、世界文学全集27） 1968
- 『動く海上都市』（ジュール・ヴェルヌ、集英社、ヴェルヌ全集16） 1968、のち改題『動く人工島』（創元推理文庫）
- 『すばらしき自動車たち』（ピエール・フィソン、早川書房） 1968
- 『文学の限界 カフカ・サルトル・Ch.モーガン』（C・E・マニー、竹内書店） 1968
- 『女の学校 / ロベール / 未完の告白』（アンドレ・ジッド、講談社、世界文学全集34） 1969
- 『報道写真家』（ピエール・ブール、早川書房） 1969
- 『悪魔の舗道』（ユベール・モンテイェ、早川書房） 1969
- 『引伸し』（クロード・モーリアック、筑摩書房、世界文学全集65） 1970
- 『ジュリー・ド・カルネラン』（コレット、二見書房、コレット著作集7） 1970
- 『マーフィ』（サミュエル・ベケット、早川書房） 1970、のち文庫
- 『アンドレ・ワルテルの手記』（ジッド、新潮社、新潮世界文学28） 1970
- 『死刑執行』（ルイ・アラゴン、中央公論社、世界の文学34） 1971
- 『幻想論』（アンドレ・モーロワ、新潮選書） 1971
- 『渚の果てにこの愛を』（モーリス・キュリー、早川書房） 1971
- 『愛の讃歌 エディット・ピアフの生涯』（シモーヌ・ベルトー、新潮社） 1971
- 『死の宣告』（モーリス・ブランショ、河出書房新社） 1971
- 『贋作・モンタージュ写真』（ミッシェル・ルブラン、望月芳郎共訳、創元推理文庫） 1972
- 『ワルシャワの夜と霧 クリスチナの青春』（クリスチナ・ジウルスカ、日本リーダーズダイジェスト社） 1973
- 『カリブの海賊史』（ジョルジュ・ブロン、早川書房、ハヤカワ・ノンフィクション） 1973
- 『春の訪れ』（フランソワーズ・マレージョリス、ハヤカワ文庫NV） 1973
- 『イルカの日』（ロベール・メルル、早川書房） 1973、のち文庫
- 『別れの朝』（クリスチーヌ・ド・リヴォワール、早川書房） 1974
- 『アメリカの夜』（クリストファ・フランク、早川書房） 1975
- 『ヒズ・マスターズ・ボイス』（ベルナール・パンゴー、白水社） 1975
- 『呪い師』（ルネ＝ヴィクトル・ピーユ、早川書房） 1976
- 『気ままな生娘』（コレット、二見書房、コレット著作集9） 1977
- 『U路線の定期乗客』（クロード・アヴリーヌ、創元推理文庫） 1977
- 『ムッシュー・プルースト』（セレスト・アルバレ、早川書房） 1977
- 『ネコの本』（ジュアンヌ・ジャン=シャルル、講談社） 1978
- 『ジャン＝クリストフ(抄) / 愛と死との戯れ』（ロマン・ロラン、学習研究社、世界文学全集17） 1978
- 『マレヴィル』（ロベール・メルル、早川書房、海外SFノヴェルズ） 1978
- 『ゴッド・プレイヤー』（エディ・コンスタンチーヌ、早川書房） 1979
- 『漂流物』（ジュリアン・グリーン、人文書院、ジュリアン・グリーン全集） 1979
- 『恋人の休暇』（クリスチーヌ・ド・リヴォワール、早川書房） 1980
- 『忘れられた兵士 ドイツ少年兵の手記』（ギイ・サジェール、早川書房） 1980
- 『第五の騎手』（ドミニク・ラピエール, ラリー・コリンズ、早川書房） 1980、のち文庫
- 『ポルポリーノ』（ドミニック・フェルナンデス、早川書房） 1981
- 『推理小説の歴史はアルキメデスに始まる』（フレイドン・ホヴェイダ、東京創元社） 1981
- 『アトレイデスの血』 (ピエール・マニャン、創元推理文庫) 1981
- 『レヴェリ家の人びと』（マックス・ガロ、早川書房） 1981 - 1983
- 『悪所』（ジュリアン・グリーン、人文書院、ジュリアン・グリーン全集） 1981
- 『ピクニックを終えて』（ミシェール・ペラン、早川書房） 1982
- 『ルイジアナ物語』全6巻（モーリス・ドニュジエール、ハヤカワ文庫） 1982 - 1984
- 『マドラプールに消えた』（ロベール・メルル、早川書房） 1982
- 『アメリカを買って』（クロード・クロッツ、ハヤカワ文庫） 1983
- 『ブロの二重の死』 (クロード・アヴリーヌ、創元推理文庫) 1983
- 『グレアム・グリーン語る』（マリ=フランソワーズ・アラン、早川書房） 1983
- 『パリ吸血鬼』 (クロード・クロッツ、ハヤカワ文庫） 1983
- 『殺人者は21番地に住む』 (S=A・ステーマン、創元推理文庫） 1983
- 『破戒法廷』(ギ・デ・カール、創元推理文庫） 1984
- 『彼女のように素敵な人生』（カトリーヌ・リオワ、早川書房） 1984
- 『六死人』(S=A.ステーマン、創元推理文庫） 1984
- 『殺し屋ダラカン』 (クロード・クロッツ、ハヤカワ文庫） 1984
- 『ソフトウォー』（ティエリ・ブルトン, ドニ・ベネク、早川書房） 1985
- 『ヴァチカン復活プログラム』 (ティエリ・ブルトン、ハヤカワ文庫） 1986
- 『オペラ座の怪人』 (ガストン・ルルー、創元推理文庫） 1987
- 『バルタザールの風変わりな毎日』 (モーリス・ルブラン、創元推理文庫） 1987
- 『オメガ・ポイント脱出飛行』(パトリック・ルロワ、ハヤカワ文庫） 1987
- 『ベティ・ブルー』 (フィリップ・ディジャン、ハヤカワ文庫） 1987
- 『盗まれた記憶』（イゴール&グリチカ・ボグダノフ、白水社） 1987
- 『アラカルフ 忘れられた人間たち』（ジャン・ラスパイユ、白水社） 1988

### ジョルジュ・シムノン
- 『メグレ警部と国境の町』（ジョルジュ・シムノン、創元推理文庫） 1961
- 『雪は汚れていた』（集英社、シムノン選集1） 1969、のちハヤカワ文庫
- 『ビセートルの環』（集英社、シムノン選集12） 1970、のち文庫
- 『猫』（ジョルジュ・シムノン、創元推理文庫） 1985

### マルグリット・デュラス
- 『アンデスマ氏の午後 / 辻公園』（マルグリット・デュラス、白水社） 1963
- 『ジブラルタルの水夫』（マルグリット・デュラス、早川書房） 1967、のち文庫
- 『ラホールの副領事』（マルグリット・デュラス、集英社） 1967、のち文庫
- 『辻公園 / 治水保林』（竹内書店、デュラス戯曲全集1） 1969
- 『シュザンナ・アンドレール』（竹内書店、デュラス戯曲全集2） 1969

### ジェラール・ド・ヴィリエ
- 『SAS / 鄧小平の密命』 (ジェラール・ド・ヴィリエ、創元推理文庫） 1979
- 『SAS / 香港三人の未亡人』 (ジェラール・ド・ヴィリエ、創元推理文庫） 1981
- 『SAS / ザイールレッド・アイ・ミサイル』 (ジェラール・ド・ヴィリエ、創元推理文庫） 1981
- 『SAS / ボリビアのナチ狩り』(ジェラール・ド・ヴィリエ、創元推理文庫） 1982
- 『SAS / ハイチ黒犬に化けた男』 (ジェラール・ド・ヴィリエ、創元推理文庫） 1982
- 『SAS / ザンジバルのために死す』 (ジェラール・ド・ヴィリエ、創元推理文庫） 1982
- 『SAS / アブダビ王宮の陰謀』 (ジェラール・ド・ヴィリエ、創元推理文庫） 1983
- 『SAS / マルタを見て死ね』 (ジェラール・ド・ヴィリエ、創元推理文庫） 1983